# Großohr-Hufeisennase

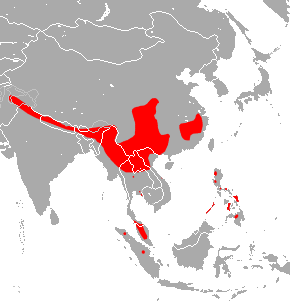
Skizze des Verbreitungsgebiets, Text beachten

Die Großohr-Hufeisennase (Rhinolophus macrotis) ist ein in Asien verbreitetes Fledertier in der Familie der Hufeisennasen. Einige früher zu dieser Art gezählte Populationen erhielten nach genetischen Studien Artstatus. Das Typusexemplar stammt aus Nepal.

## Merkmale
Mit einer Kopf-Rumpf-Länge von 47 bis 51 mm, einer Unterarmlänge von 39 bis 48 mm und einem 12 bis 32 mm langen Schwanz ist das Tier eine eher kleine Hufeisennase. Dagegen sind die 18 bis 27 mm langen Ohren auffällig und die Länge der Hinterfüße beträgt 9 bis 10 mm. Weitere Abweichungen zu anderen Gattungsvertretern bestehen in der Form der Fingerknochen. Die Haare des braunen Fells der Oberseite haben einen hellen Bereich an den Wurzeln und die Unterseite ist allgemein heller. Das Nasenblatt besteht aus einer hufeisenförmigen Grundform und verschiedenen aufgesetzten Hautlappen. Typisch sind drei Kerben in der Oberlippe, ein kleiner zweiter Prämolar pro Seite im Oberkiefer und ein kleiner dritter Prämolar im Unterkiefer, der etwas seitlich steht.

## Verbreitung und Lebensweise
Die Großohr-Hufeisennase hat größere zusammenhängende Populationen im zentralen und südlichen China, von Pakistan über Nepal, das nördliche Indien, Bhutan, Bangladesch und Myanmar bis in den Norden von Thailand, Laos und Vietnam. Eine weitere große Population lebt im Südosten Chinas. Über die Malaiische Halbinsel und Sumatra sind die Funde verstreut. Die Art lebt im Hügel- und Bergland zwischen 200 und 1700 Meter Höhe. Sie hält sich in feuchten tropischen Wäldern auf. Diese können wieder aufgeforstet sein.
Die Exemplare verbringen den Tag in Kalksteinhöhlen und halten dort in kalten Regionen Winterschlaf. Die Großohr-Hufeisennase fliegt schnell und in großer Höhe. Sie jagt hauptsächlich Käfer und Zweiflügler. Im Versteck ruhen kleinere Gruppen. Weitere Informationen zum Verhalten sind rar.

## Gefährdung
Der Bestand wird durch Forstwirtschaft, Umwandlung der Wälder in Ackerland, Einsatz von Pestiziden und Pilzkrankheiten beeinträchtigt. Öfter stören Touristen die Ruhe der Tiere in den Höhlen. Die IUCN listet die Art vor allem wegen ihrer weiten Verbreitung als nicht gefährdet (least concern).